# Bulbothrix australiensis
Bulbothrix australiensis är en lavart som beskrevs av Hale. Bulbothrix australiensis ingår i släktet Bulbothrix och familjen Parmeliaceae.   Inga underarter finns listade i Catalogue of Life.